# 刘集街道
刘集街道，是中华人民共和国湖北省襄阳市襄州区下辖的一个街道办事处。

## 行政区划
刘集街道下辖以下地区：
魏庄社区、武坡社区、黄坡社区、郑岗社区、刘集社区、刘湖村、大桥村、肖王营村、武营村、马营村和许营村。